# L'Obac (Serradell)
L'Obac, és una obaga del terme municipal de Conca de Dalt, al Pallars Jussà, a l'antic terme de Toralla i Serradell, en el territori del poble de Serradell.
Està situat a migdia de Serradell, al vessant nord del Turó de la Costa del Clot, al nord i dessota de, per ordre, la Pista del Bosc de Serradell, la Costa del Clot i l'Obac de Serradell, i al sud i per damunt de lo Clot. És a banda i banda del barranc de Sant Salvador, i s'estén entre el Planell de Vicenç, a ponent, i la Plana Ampla i les Prats.